# Bovelles
Bovelles (picardisch: Bovelle) ist eine nordfranzösische Gemeinde mit 419 Einwohnern (Stand 1. Januar 2022) im Département Somme in der Region Hauts-de-France. Die Gemeinde liegt im Arrondissement Amiens, ist Mitglied des Gemeindeverbands Amiens Métropole und gehört zum Kanton Ailly-sur-Somme. Die Bewohner werden Bovellois und Bovelloises genannt.
Die Gemeinde erhielt 2023 die Auszeichnung „Zwei Blumen“, die vom Conseil national des villes et villages fleuris (CNVVF) im Rahmen des jährlichen Wettbewerbs der blumengeschmückten Städte und Dörfer verliehen wird.

## Geographie
Bovelles liegt rund 12,5 km westlich von Amiens und 9 km östlich von Molliens-Dreuil in der Picardie.
Umgeben wird Bovelles von den sieben Nachbargemeinden:
| Saisseval | Picquigny                                   | Ailly-sur-Somme |
|           | Kompassrose, die auf Nachbargemeinden zeigt | Ferrières       |
| Seux      | Pissy                                       | Guignemicourt   |

## Geschichte
Das Schloss wurde nach 1750 als Residenz des Generals Jean-Baptiste Vaquette errichtet. In der Zeit der Französischen Revolution war Bavelles vorübergehend Kantonshauptort. 1870 wurde die neue Kirche eingeweiht, nachdem die außerhalb des Orts gelegene Kapelle in Mitleidenschaft gezogen war. Im Zweiten Weltkrieg wurde die Gemeinde evakuiert.

## Einwohner
| 1962 | 1968 | 1975 | 1982 | 1990 | 1999 | 2006 | 2013 | 2020 |
| ---- | ---- | ---- | ---- | ---- | ---- | ---- | ---- | ---- |
| 247  | 206  | 241  | 273  | 336  | 340  | 354  | 414  | 422  |

## Verwaltung
Bürgermeister (maire) ist seit 2020 Mickaël Grimaux.

## Sehenswürdigkeiten
- Fassaden und Dächer des Schlosses aus dem 18. Jahrhundert sind seit 1989 als Monument historique eingeschrieben.
- Kirche Notre-Dame-de-la-Nativité (Unserer Lieben Frau der Geburt Christi) aus dem Jahr 1870
- Kriegerdenkmal
- Herrenhaus
- Friedhofskapelle Notre-Dame

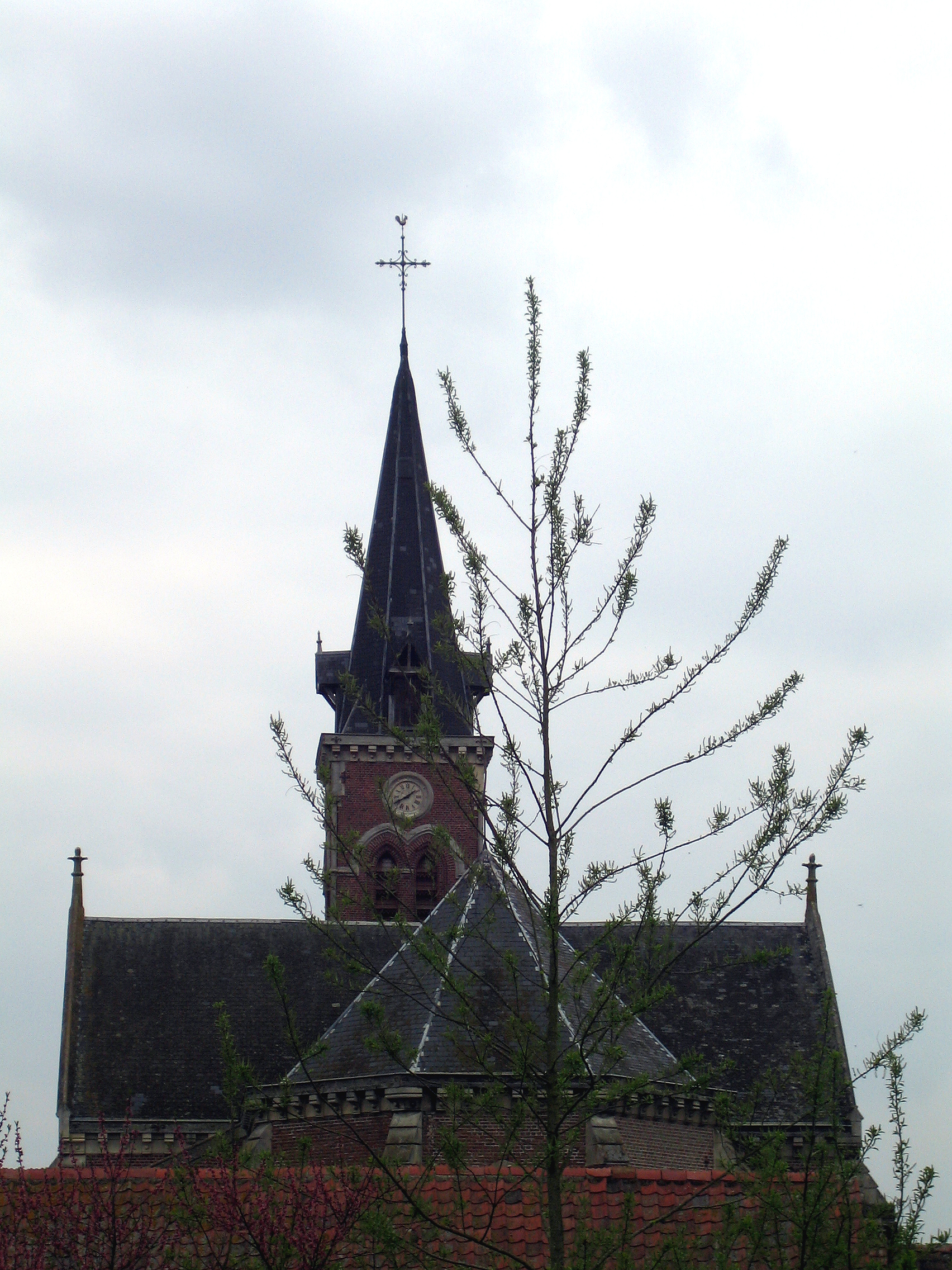
Kirche Notre-Dame-de-la-Nativité
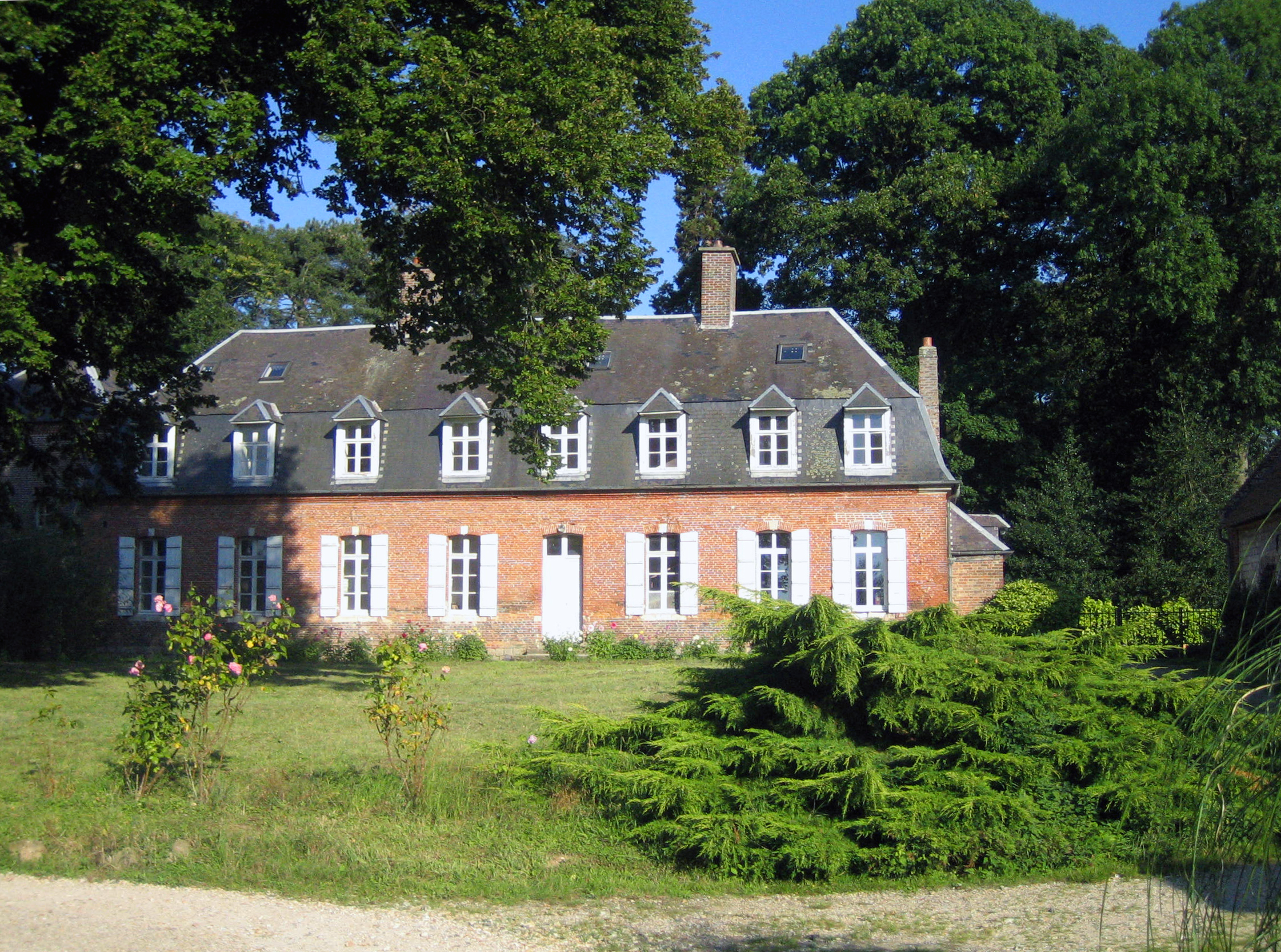
Westfassade des Herrenhauses
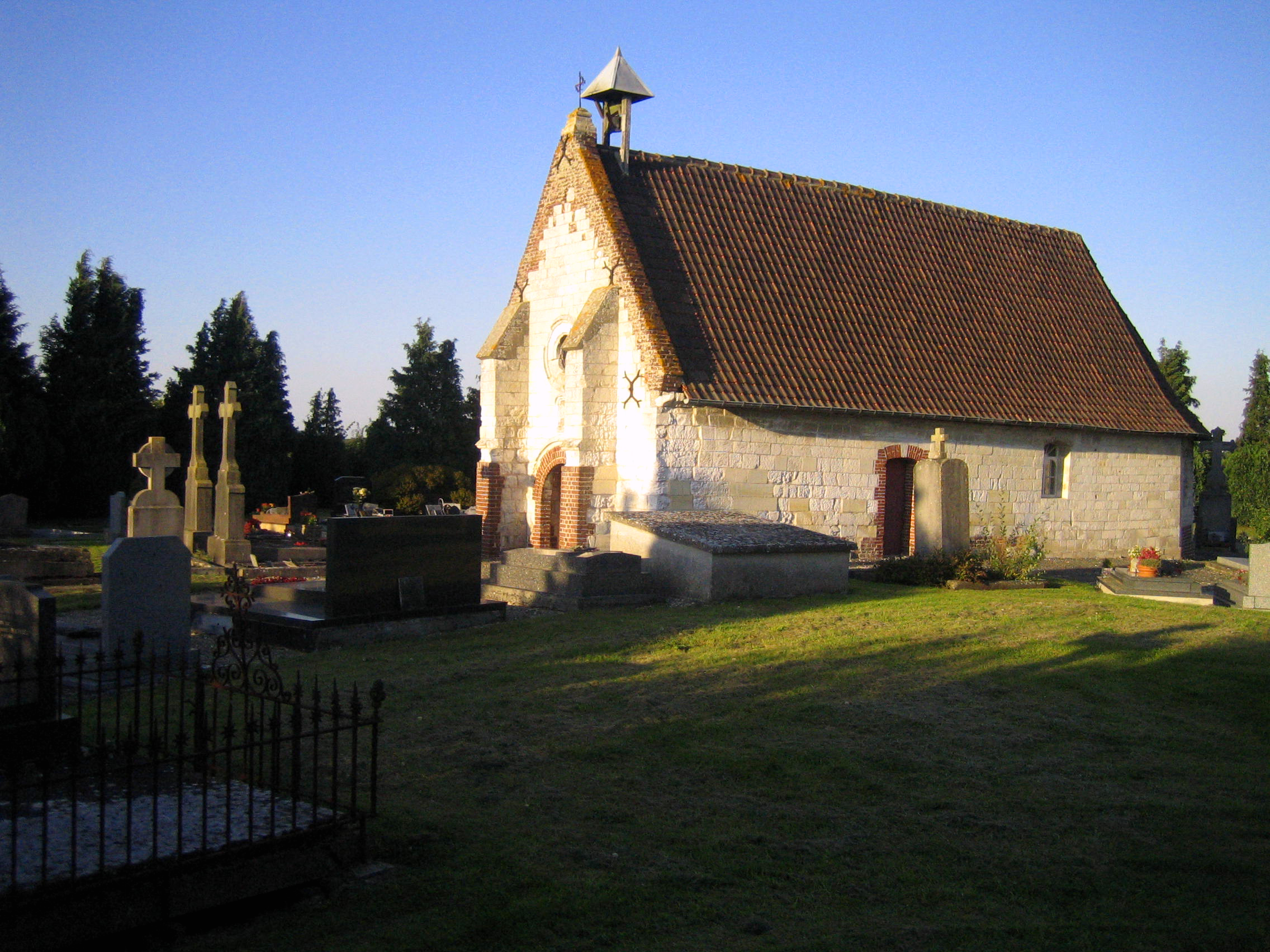
Friedhofskapelle

## Bovelles im Film
In Bovelles wurden Szenen des 1980 veröffentlichten Films Stumme Liebe (La femme enfant) von Raphaële Billetdoux mit Klaus Kinski gedreht.